# Nieruchomość leśna
Nieruchomość leśna – nieformalny termin stosowany w polskim systemie prawnym w oparciu o definicję lasu określoną w ustawie o lasach z 28 września 1991 roku, jako grunt:
- o zwartej powierzchni co najmniej 0,1 hektara, pokryty roślinnością leśną (uprawami leśnymi) – drzewami i krzewami oraz runem leśnym – lub przejściowo jej pozbawiony, który jest:
  - przeznaczony do produkcji leśnej,
  - rezerwatem przyrody lub częścią parku narodowego,
  - wpisany do rejestru zabytków,
- związany z gospodarką leśną, zajęty pod wykorzystywanie dla potrzeb gospodarki leśnej: budynki i budowle, urządzenia melioracji wodnych, linie podziału przestrzennego lasu, drogi leśne, tereny pod liniami energetycznymi, szkółki leśne, miejsca składowania drewna, a także wykorzystywany na parkingi leśne i urządzenia turystyczne.